# Sacra corona unita
Sacra corona unita, (SCU) ou "Sagrada Coroa Unida", é uma organização criminosa, nos moldes da máfia, que atua na Apúlia, no sul de Itália. É particularmente ativa nas regiões de Brindisi, Lecce e Taranto. Possui atualmente 2 000 membros e suas principais atividades criminosas envolve contrabando de cigarro, tráfigo de armas e drogas, tráfico humano, lavagem de dinheiro, extorsão e corrupção política.